# Anna Talbot, grevinna av Shrewsbury
Anna Talbot, grevinna av Shrewsbury, även känd under sitt födelsenamn Lady Anna Maria Brudenell, född 1642, död 1702, var en engelsk adelskvinna. Hon var känd för sina kärleksaffärer. 
Hon var dotter till Robert Brudenell, earl of Cardigan, och Anne Savage. 
Hon gifte sig 1659 med Francis Talbot, 11th Earl of Shrewsbury, med vilken hon fick en son. Hon hade ett flertal kärleksaffärer, bland annat med Henry Jermyn, 1:e baron Dover, och Thomas Howard, som en gång utkämpade en duell för hennes skull. På grund av hennes affärer kallade vissa samtida henne för nymfoman. Hennes kanske kända förbindelse var den med George Villiers, 2:e hertig av Buckingham, som ägde rum mellan 1667 och 1673. Buckingham dödade hennes make i en duell 1668, vid vilken hon själv närvarade utklädd till man. Hon bodde sedan med Buckingham och hans hustru fram till att förhållandet avslutades 1673. Paret fick en son, som öppet erkändes. Däremot förlorade hon vårdnaden om sin legitima son. Buckingham ska ha utkämpat flera dueller för hennes skull. Efter att förhållandet avslutades levde hon en tid i kloster i Frankrike. Hon återvände slutligen till England och gift 1677 om sig med George Rodney Brydges. 
Anna Maria Brudenell var en på sin tid berömd skönhet och hennes porträtt av Sir Peter Lely hamnade på National Portrait Gallery i London. Hennes staty av Thomas Burman står vid St. John's College, Cambridge.
Folkdansen "Anna Maria" fick sitt namn efter henne. 